# Herqueville (Manche)
Herqueville és un municipi delegat francès al departament de la Manche (regió de Normandia). L'1 de gener de 2017 va fusionar amb el municipi nou de La Hague. L'any 2007 tenia 155 habitants.

## Demografia

### Població
El 2007 la població de fet de Herqueville era de 155 persones. Hi havia 52 famílies de les quals 12 eren unipersonals (8 homes vivint sols i 4 dones vivint soles), 20 parelles sense fills, 16 parelles amb fills i 4 famílies monoparentals amb fills.
La població ha evolucionat segons el següent gràfic:
Habitants censats

### Habitatges
El 2007 hi havia 74 habitatges, 55 eren l'habitatge principal de la família, 14 eren segones residències i 5 estaven desocupats. Tots els 74 habitatges eren cases. Dels 55 habitatges principals, 43 estaven ocupats pels seus propietaris i 12 estaven llogats i ocupats pels llogaters; 5 tenien tres cambres, 13 en tenien quatre i 37 en tenien cinc o més. 43 habitatges disposaven pel capbaix d'una plaça de pàrquing. A 22 habitatges hi havia un automòbil i a 31 n'hi havia dos o més.

### Piràmide de població
La piràmide de població per edats i sexe el 2009 era:
| Homes | Edats   | Dones |
| ----- | ------- | ----- |
| 0     | 95 o +  | 0     |
| 0     | 90 a 94 | 0     |
| 0     | 85 a 89 | 0     |
| 0     | 80 a 84 | 0     |
| 4     | 75 a 79 | 0     |
| 0     | 70 a 74 | 4     |
| 12    | 65 a 69 | 4     |
| 0     | 60 a 64 | 8     |
| 0     | 55 a 59 | 0     |
| 4     | 50 a 54 | 0     |
| 4     | 45 a 49 | 8     |
| 0     | 40 a 44 | 0     |
| 16    | 35 a 39 | 4     |
| 0     | 30 a 34 | 8     |
| 4     | 25 a 29 | 8     |
| 0     | 20 a 24 | 0     |
| 0     | 15 a 19 | 0     |
| 4     | 10 a 14 | 8     |
| 12    | 5 a 9   | 4     |
| 16    | 0 a 4   | 12    |

## Economia
El 2007 la població en edat de treballar era de 90 persones, 68 eren actives i 22 eren inactives. De les 68 persones actives 62 estaven ocupades (35 homes i 27 dones) i 6 estaven aturades (3 homes i 3 dones). De les 22 persones inactives 7 estaven jubilades, 6 estaven estudiant i 9 estaven classificades com a «altres inactius».
Activitats econòmiques
Dels 6 establiments que hi havia el 2007, 1 era d'una empresa de fabricació d'altres productes industrials, 3 d'empreses de comerç i reparació d'automòbils, 1 d'una empresa d'hostatgeria i restauració i 1 d'una empresa classificada com a «altres activitats de serveis».
L'únic servei als particulars que hi havia el 2009 era un taller de reparació d'automòbils i de material agrícola.
L'any 2000 a Herqueville hi havia 7 explotacions agrícoles.

## Poblacions més properes
El següent diagrama mostra les poblacions més properes.